# اخو و نارکیسوس (نقاشی واترهاوس)
اخو و نارکیسوس (انگلیسی: Echo and Narcissus) یک نقاشی رنگ روغن بر روی بوم اثر از جان ویلیام واترهاوس نقاش بریتانیایی انجمن برادری پیشارافائلی و نئوکلاسیسیسم است که در سال ۱۹۰۳ طرح گردید. این نقاشی نشانگر شعر معروف به اخو و نارکیسوس اثر اووید و مجموعهٔ دگردیسی‌ها می‌باشد. واترهاوس بیش از ۲۰۰ نقاشی را در ژانر کلاسیک و اسطوره‌شناسی تاریخی یا ادبی طرح کرده، یکی از تم‌های مشترک او در این زمینه شهرآشوب می‌باشد، همان زن افسونگری که مردان را اغوا می‌کرد.
اخو و نارسیس در این ژانر از اساطیر کلاسیک است، در نسخه‌های اووید از اساطیر، نارکیسوس پسر خدای رودخانه کفیسوس و یکی از نیمف‌ها به نام لیریوپه بود. پدر و مادر وی به او گفته بودند که اگر به چهرهٔ خودش نگاه نکند عمر طولانی خواهد کرد، نارکیسوس به عشق همهٔ نیمف‌ها و زنانی که عاشقش می‌شدند وقعی نمی‌نهاد اما یکی از نیمف‌ها به نام اخو که از عشق نارکیسوس افسرده گشته بود وقتی دید نارکیسوس دست رد به سینهٔ او زد و از زندگی خودش کنار گذاشت به کناری نشست و به راز و نیاز و زمزمه مشغول گشت، شکوه‌های او سرانجام به گوش خدایان رسید، یکی از این خدایان به نام نمسیس که مجازات کنندهٔ عاشقان بی‌وفا و قانون‌شکنان و مغروران بود به ندای او پاسخ داد، نمسیس کاری کرد که نارکیسوس عاشق تصویر خودش که در انعکاس چشمه‌ای دیده بود بشود و آنقدر خیره در آن نگریست تا درگذشت، بنا بر اساطیر از محل مرگ وی گل‌های نرگس روئیدند.
این پرتره نقاش یک نقاشی رنگ روغن در ابعاد ۱۰۹/۲ سانتی‌متر (۴۳ اینچ) در ۱۸۹/۲ سانتی‌متر (۷۴ اینچ) می‌باشد، امروزه بخشی از دوره ویکتوریا گالری هنر والکر در لیورپول مرزیساید می‌باشد، نقاشی توسط این موزه در سال ۱۹۰۳ خریداری گردید.